# 16. Sinfonie (Haydn)
Die Sinfonie B-Dur Hoboken-Verzeichnis I:16 komponierte Joseph Haydn im Jahr 1763.

## Allgemeines

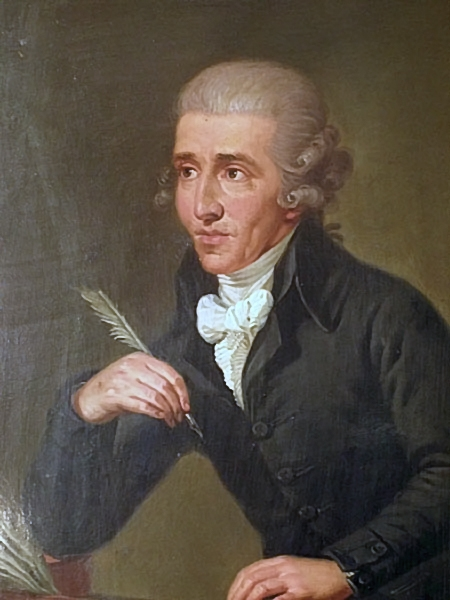
Joseph Haydn (Gemälde von Ludwig Guttenbrunn, um 1770)

Die Sinfonie Hoboken-Verzeichnis I:16 komponierte Joseph Haydn im Jahr 1763.

## Zur Musik
Besetzung:  zwei Oboen, zwei Hörner, zwei Violinen, Viola, Cello, Cello Solo, Kontrabass. Zur Verstärkung der Bass-Stimme wurde damals auch ohne gesonderte Notierung ein Fagott eingesetzt. Über die Beteiligung eines Cembalo-Continuos in Haydns Sinfonien bestehen unterschiedliche Auffassungen.
Aufführungszeit:  ca. 15 Minuten (je nach Einhalten der vorgeschriebenen Wiederholungen)
Bei den hier benutzten Begriffen der Sonatensatzform ist zu berücksichtigen, dass dieses Schema in der ersten Hälfte des 19. Jahrhunderts entworfen wurde (siehe dort) und von daher nur mit Einschränkungen auf ein 1763 komponiertes Werk übertragen werden kann. – Die hier vorgenommene Beschreibung und Gliederung der Sätze ist als Vorschlag zu verstehen. Je nach Standpunkt sind auch andere Abgrenzungen und Deutungen möglich.

### Erster Satz: Allegro
B-Dur, 3/4-Takt, 114 Takte

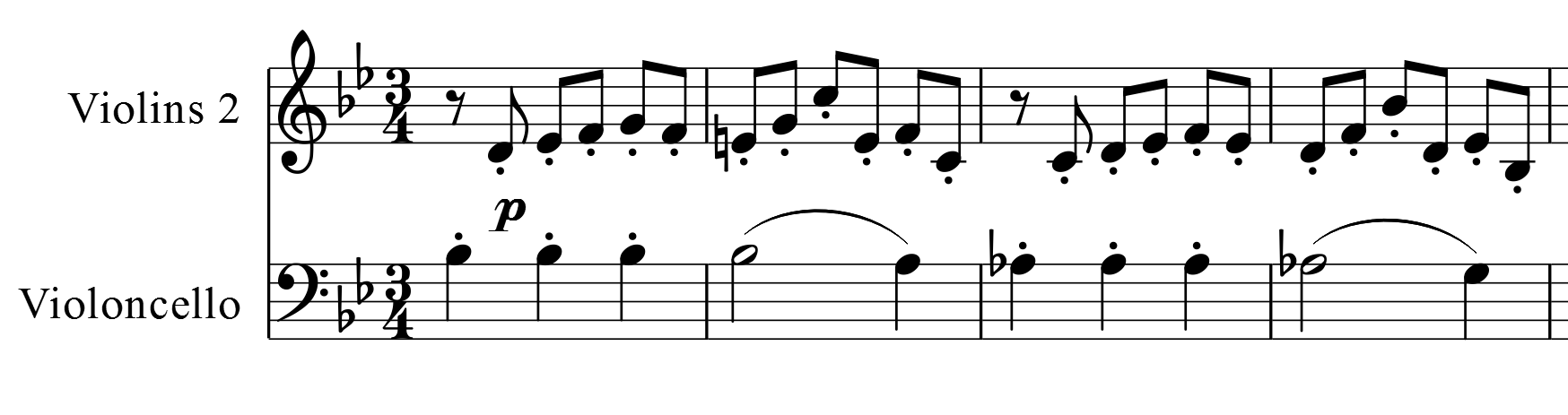
Beginn des Allegro

Die Sinfonie beginnt Haydn ungewöhnlich im zweistimmigen Streicherpiano: Viola und Bass sind mit einem achttaktigen Thema (jeweils zweitaktige Bausteine) aus absteigenden Seufzern-Sekunden stimmführend, die 2. Violine spielt dazu eine Gegenstimme aus Staccato-Achteln (übrige Instrumente schweigen). In Takt 9 wird das Thema in den Violinen eine Quinte höher wiederholt, nun ist die 2. Violine stimmführend und die 1. Violine spielt die Gegenstimme. Dieser Satzbeginn mit dem Thema im doppelten Kontrapunkt erinnert an den Anfang einer Fuge, daneben bekommen die Anfangstakte auch durch die chromatisch absteigende Seufzerkette einen „barocken Zug“. Ab Takt 17 wird das Thema mit Einsatz des ganzen Orchesters ein drittes Mal gespielt mit Stimmführung in 1. Oboe und 1. Violine (Achtel-Gegenstimme in Viola und Bass). Ab Takt 23 tritt der Themenkopf kurz im Bass auf, während sich die Achtel-Gegenstimme in den Violinen verselbständig. Als wiederholte Unisono-Wendung mit Triller („Trillermotiv“) kündigen die Achtelketten das zweite Thema in der Dominante F-Dur an.
Dieses besteht aus jeweils einem Takt der Achtel-Gegenstimme und dem Seufer-Sekundmotiv im versetzten Einsatz der Violinen. Haydn spinnt die Achtelbewegung als abwärts sequenzierte Figur fort und entwickelt daraus die Schlussgruppe. Die Schlussgruppe besteht aus einem wiederholten, sechstaktigen Motiv, inklusive des Trillermotivs.
Die kurze Durchführung (Takt 55 bis 77) bringt das Thema wie am Satzanfang von F-Dur aus mit einer weiteren, aufsteigenden gegenstimmenartigen Wendung der 1. Violine. Anschließend tritt das zweite Thema in D-Dur mit Synkopenbegleitung auf. Ausholende, auf- und absteigende Achtelketten führen harmonisch von D-Dur zu F-Dur und kündigen mit dem Trillermotiv die Reprise an.
Die Reprise ab Takt 77 beginnt wie am Satzanfang piano mit dem Seufzerthema in Viola und Bass. Die 1. Violine spielt nun die Achtel-Gegenstimme, die 2. Violine begleitet mit einer in ganztaktigen Noten fallenden Linie. Der weitere Verlauf ist gegenüber der Exposition verkürzt: Das Thema wird sogleich im ganzen Orchestereinsatz forte wiederholt, und die Überleitung zum zweiten Thema ist knapper gehalten. Der Verlauf ab dem zweiten Thema entspricht weitgehend dem der Exposition. Beide Satzteile (Exposition sowie Durchführung und Reprise) werden wiederholt.

### Zweiter Satz: Andante
Es-Dur, 2/4-Takt, 73 Takte
Der Satz ist nur für Streicher in zweistimmiger Struktur (Violinen / Solocello sowie Viola und Bass) und durchweg piano gehalten. Die Violinen sind parallel geführt und spielen gedämpft. Ihre Stimme wird eine Oktave tiefer vom Solocello verdoppelt, „wodurch sich einerseits ein aparter Klangeffekt ergibt, andererseits das Solo-Instrument als Variante des Orchesterklangs erscheint.“. Die besondere Klangwirkung wird auch von anderen Autoren hervorgehoben. Weitere Details siehe bei der Sinfonie Nr. 14, in deren zweitem Satz die von den (dort ungedämpften) Violinen unisono gespielte Melodie ebenfalls vom Cello eine Oktave tiefer verdoppelt wird. Howard Chandler Robbins Landon bezeichnet das Andante als einen der ersten langsamen Sätze, die typische Merkmale von Haydns individuellem Stil aufweisen.
Das Hauptthema besteht aus seiner relativ gleichmäßigen, viertaktigen sanglichen Wendung der stimmführenden Violinen und des Solocellos, die allerdings im zweiten Takt durch eine auffällige Pause unterbrochen ist. Kennzeichnend ist neben der ausholenden Geste des Anfangstaktes die Sechzehntelfloskel mit Terzen („Terzfloskel“, Takt 2 und 3). Das Thema wird als fünftaktige Variante wiederholt. Eine Trillerpassage führt in Takt 14/15 zu einem aus der Terzfloskel abgeleiteten Motiv mit Vorhalt („Vorhaltsmotiv“, inklusive Imitation im Bass). Anschließend sequenziert Haydn eine weitere Floskel in fallender Line abwärts. In Takt 20 ist die Dominante B-Dur erreicht, in der nun noch die Schlussgruppe mit Staccatolauf in Viola / Bass und Triolen der Violinen / Solocello folgt.
Der Mittelteil („Durchführung“) beginnt wie üblich mit dem Hauptthema in B-Dur, daraufhin schwenkt Haydn mit einer fallenden Kette von seufzerartigen Sekunden nach Moll. Auf das Vorhaltsmotiv (wiederum mit Imitation im Bass) folgen Triolenketten, die zum vorübergehenden Abschluss in c-Moll führen. Mit der Abwärtssequezierung des Vorhaltsmotivs (Oberstimmen) bzw. der Terzfloskel (Unterstimmen) wechselt Haydn zurück zur Tonika, die in Takt 52 mit der Reprise erreicht ist. Die Reprise ist bis auf eine Verkürzung des Hauptthemas (ohne Wiederholung) wie die Exposition strukturiert. Beide Satzteile (Exposition sowie Durchführung und Reprise) werden wiederholt.

„Das Andante für Streichinstrumente allein ist eines der schönsten aus dieser Zeit; hier ist etwas mehr als bloß anmuthiges, maßvolles Formenspiel, vielmehr athmen wir den reinsten Seelenfrieden aus diesem Tonstück, das so ganz von Klarheit, Wohllaut und edler Einfachheit durchdrungen ist, daß wir seiner natürlichen und ungezwungenen Entwickelung nicht anders als mit vollster Befriedigung folgen können.“

### Dritter Satz: Presto
B-Dur, 6/8-Takt, 71 Takte
Der lebhafte Satz beginnt mit seinem einprägsamen Unisono-Thema. Dessen Kopfmotiv und markanter Rhythmus aus Achteln und Sechzehnteln ist für den ganzen Satz prägend. Eine (wie im Andante) auf fünf Takte ausgedehnte Variante des Themas führt zur Dominante F-Dur, von wo aus ab Takt 10 rasante Läufe im Wechsel mit Oktavsprung-Tonrepetitionen zur ausgedehnten Tremolopassage mit dem Kopfmotiv im Bass leiten. Nach einer Variante der Motive ab Takt 10 beenden weitere rasante Läufe die Exposition.
Die Durchführung spinnt zunächst das Thema von F-Dur in Violinen und Viola (ohne Bass) weiter. Mit dem energischen Forte-Einsatz des ganzen Orchesters in Takt 41 ist D-Dur erreicht, wo das Kopfmotiv in Kombination mit dem Oktavsprung im Bass im Wechsel mit Einwürfen der Violinen verarbeitet wird. Über weitere Tonartenwechsel gelangt Haydn schließlich nach F-Dur, wobei sich die Einwurffigur der Violinen zum Tremolo ausbreitet. F-Dur bereitet als Dominante den Repriseneintritt vor.
Den Reprisenbeginn hat Haydn mit einer überraschend-scherzhaften Struktur gestaltet, die fortan mehr und mehr typisch für seinen Stil werden wird (siehe auch die Zitate unten): Das Thema erscheint zunächst für drei Takte lediglich auf die Violinen verteilt, ehe das ganze Orchester forte einsetzt. Das Thema geht gleich in die Tremolopassage über, von da ab ist der Verlauf wie der der Exposition. Beide Satzteile (Exposition sowie Durchführung und Reprise) werden wiederholt.

„Das Finale ist eine ausgelassene Balgerei im 6/8-Takt; humorvoll ist auch der Anfang der Durchführung, wenn das Hauptthema abschließend vorgibt, „regulär“ zu sein - aber nur bis zum sechsten Takt. Die Reprise beginnt mit einer von Haydns frühesten offenkundig „scherzhaften“ Wendungen; sie ist keinesfalls seine schlechteste.“

„Im Finale, einem forschen Presto im 6/8-Takt, begegnet uns ein Zug, der sich als Spezifikum haydnscher Schlusssätze fortan mehr und mehr ausprägen wird: der Witz. So überrascht Haydn am Beginn der Reprise mit einer hübschen Pointe. Nach dem Schluss der Durchführung, der durch eine kurze Pause hervorgehoben ist, lässt er nicht wie üblich das Thema im Forte des ganzen Orchesters einsetzen, sondern zunächst, auf die beiden Violinen verteilt, im Piano vortragen, erst dann erklingt das Thema im kräftigen Unisono-Tutti (…).“